# Catanele Noi, Dolj
Catanele Noi este un sat în comuna Catane din județul Dolj, Oltenia, România.
 Acest articol despre o localitate din județul Dolj este deocamdată un ciot. Puteți ajuta Wikipedia prin completarea lui.